# Exhaustor

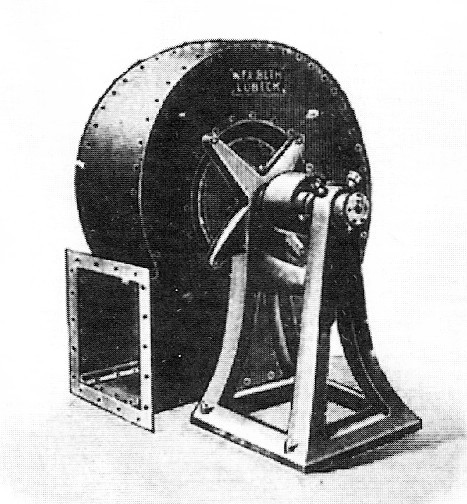
Beth-Exhaustor „R“ (1910)

Exhaustor (lat. exhaurire „erschöpfen“, haurire „trinken, leeren“) ist allgemein ein Ab- bzw. Ansaugapparat.
Als Vorreiter jener Apparate gilt der Lübecker Industriepionier Wilhelm Beth.
Als Exhaustor bezeichnet man z. B. ein Gebläse zum Ab- bzw. Ansaugen von Dampf, Staub u. ä. Meist besteht er im Kern aus einem Ventilator.
In der Lebensmittelherstellung ist ein Exhaustor ein beheizter Behälter, in dem aus Konserven oder Gläsern Luft oder Gase bei Temperaturen um 80 bis 90 Grad Celsius entfernt werden. Den entsprechenden Prozess, der vor der Sterilisation stattfindet, bezeichnet man als Exhaustieren.
In der Zoologie nutzt man einen Exhaustor, um gezielt Insekten durch Einsaugen zu fangen.